# NGC 5243
NGC 5243 (również PGC 48011 lub UGC 8592) – galaktyka spiralna (Sbc), znajdująca się w gwiazdozbiorze Psów Gończych. Odkrył ją William Herschel 17 marca 1787 roku.